# ESPer Mami
ESPer Mami (jap. エスパー魔美, Esupā Mami) ist eine Manga-Serie von Fujiko F. Fujio, die 1977 bis 1982 in Japan erschien. Später wurde sie als Anime-Fernsehserie und -Film umgesetzt, die auch als Mami the Psychic bekannt wurde. Das Werk ist in die Genres Comedy und Fantasy einzuordnen.

## Inhalt
Die Schülerin Mami Sagura (佐倉 魔美) entdeckt eines Tages, dass es über übersinnliche Fähigkeiten (ESP) verfügt. Mami kann spüren, wenn andere sich Probleme haben und sich zu ihnen teleportieren, um zu helfen. Doch verbirgt sie ihrer Kräfte vor anderen Menschen, auch vor ihren Eltern. Nur ihr Schulfreund Kazuo Takahata (高畑 和夫) weiß von Mamis Kräften und steht ihr bei ihren Abenteuern zur Seite.

## Veröffentlichung
Der Manga erschien von 1977 bis 1982 – mit einer Unterbrechung von August 1978 bis Mai 1979 – im Magazin Shōnen Big Comic beim Verlag Shogakukan. Die Kapitel wurden später auch in neun Sammelbänden herausgebracht. Im Zuge einer Gesamtausgabe der Werke Fujiko F. Fujios wurde der Manga 2009 und 2010 erneut veröffentlicht.

## Anime-Adaption
Beim Studio Shin-Ei Animation entstand unter der Regie von Keiichi Hara eine 119-teilige Fernsehserie auf Grundlage des Mangas. die Drehbücher schrieben Ryo Motohira und Sukehiro Tomita, das Charakterdesign entwarf Sadayoshi Tominaga und die künstlerische Leitung lag bei Ken Kawai. Die Erstausstrahlung der 24 Minuten langen Folgen lief vom 7. April 1987 bis zum 26. Oktober 1989 bei TV Asahi. Ab 1990 wurde der Anime mehrfach im französischen Fernsehen gezeigt, ab 1994 auch bei Italia 1 in Italien sowie erneut 2011 vom Sender Hiro. 
Das gleiche Team schuf 1988 auch einen 41 Minuten langen Film zu ESPer Mami mit dem Titel ESPer Mami: Hoshizora no Dancing Doll (エスパー魔美 星空のダンシングドール). Dieser wurde ab dem 12. März 1988 in Japan vorgeführt. 

### Musik
Die Musik der Serie und des Films wurde komponiert von Kōhei Tanaka. Die Vorspannlieder sind Teleportation – Koi no Mikakunin (テレポーテーション–恋の未確認–) und S.O.S. Für die beiden Abspanne verwendete man die Lieder Fushigi Angel (不思議Angel)  und I Like You kara I Love You (I Like YouからI Love You). Alle Stücke wurden von Ushio Hashimoto gesungen.

## Realserie
NHK Nagoya produzierte 2002 unter der Regie von Kenji Hatanaka eine japanische Realfernsehserie (Dorama). Die 12 Folgen wurde vom 5. Januar bis 23. März 2002 auf NHK E ausgestrahlt.

## Synchronsprecher und Besetzung
| Rolle               | Japanische Stimme (Seiyū) | Schauspieler    |
| ------------------- | ------------------------- | --------------- |
| Mami Sagura         | Keiko Yokozawa            | Risa Sasaoka    |
| Kazuo Takahata      | Hiroyuki Shibamoto        | Makoto Kamijō   |
| Konpoko             | Yōko Ogai                 | Etsuko Kozakura |
| Jūrō Sakura / Papa  | Hiroshi Masuoka           | Masao Kusakari  |
| Naoko Sakura / Mama | Yoshiko Sakakibara        | Mayo Suzukaze   |